# صفصاف
الصفصاف (باللاتينية: Salix)، هو جنس من الأشجار أو الشجيرات يتبع الفصيلة الصفصافية (باللاتينية: Salicaceae).
ذكر الصفصاف في مخطوطات سومرية وفرعونية قديمة. ينمو في التربة الرطبة في نصف الكرة الشمالي. ويوجد الصفصاف في الكثير من أنحاء العالم حيث تزرع على جوانب الجداول والسواقي ليستفيد منها القرويين في عمل ظل وكسر سموم الرياح الحارة صيفا والرياح الباردة شتاء، كما تستخدم لعمل مماسك لبعض الأدوات الزراعية وكذلك استخدام الأغصان الصغيرة حطبًا. توجد منها ما يصل طولها 30 متر ومنها ما هو قصير حتى 3 متر. تنمو الشجرة من الغصون المتكسرة توجد منها ما هو مذكر وما هو مؤنث. تحتوي قشرة الصفصاف على مادة حمض الساليسيليك (salicylic acid) المكونة لل (acetyl salicylic acid) وهي مادة الأسبرين المعروفة.

## الأنواع
ينتمي إلى هذا الجنس نحو 400 نوع، منها:
- الصفصاف الأبيض (باللاتينية: Salix alba)
- الصفصاف الأذني (باللاتينية: Salix aurita)
- الصفصاف الأرجواني (باللاتينية: Salix purpurea)
- الصفصاف الأسود (باللاتينية: Salix nigra)
- الصفصاف البابلي (باللاتينية: Salix babylonica)
- الصفصاف الباكي (باللاتينية: Salix × sepulcralis)
- الصفصاف البلدي (باللاتينية: Salix safsaf) أو (باللاتينية: Salix mucronata)
- الصفصاف حاد الأوراق (باللاتينية: Salix acutifolia)
- الصفصاف خماسي الأسدية (باللاتينية: Salix pentandra)
- الصفصاف خوخي الأوراق (باللاتينية: Salix amygdaloides)
- الصفصاف الزاحف (باللاتينية: Salix repens)
- صفصاف السلالين (باللاتينية: Salix viminalis)
- الصفصاف السويسري (باللاتينية: Salix helvetica)
- الصفصاف المصري (أو الخلاف) (باللاتينية: Salix aegyptiaca)
- صفصاف المعز (باللاتينية: Salix caprea)
- الصفصاف الهش أو الصفصاف القصف[11] (باللاتينية: Salix fragilis)
- صفصاف رومي: هجين بين الصفصاف الأبيض والصفصاف البابلي. ويسمى كذلك أم الشعور.